# Vaunaveys-la-Rochette
Vaunaveys-la-Rochette é uma comuna francesa na região administrativa de Auvérnia-Ródano-Alpes, no departamento de Drôme. Estende-se por uma área de 21,93 km². Em 2010 a comuna tinha 595 habitantes (densidade: 27,1 hab./km²).